# سارة جين ليبينكوت
سارة جين ليبينكوت (بالإنجليزية: Sara Jane Lippincott) الاسم المستعار: غريس غرينوود، ولدت في 23 سبتمبر عام 1823 وتوفيت في 20 إبريل عام 1904. هي كاتبة وشاعرة ومُحاضرة ومؤسسة صحفية ومراسلة أمريكية. تُعتبر واحدة من أول النساء اللاتي حصلن على تأشيرة دخول لمعارض الصحافة في الكونغرس، استطاعت استخدام أسئلتها للدفاع عن حقوق المرأة والإصلاح الاجتماعي.
تشتهر ليبينكوت بكتبها للأطفال مثل: تاريخ حيواناتي الأليفة (1850)، ذكريات من طفولتي (1851)، ميري إنجلترا (1854)، قصص عدد من الأراضي (1866)، بوني سكوتلاندا (1861)، قصص وأساطير الرحلات والتاريخ، قصص ورؤى عن فرنسا وإيطاليا (1867). وقد كتبت للبالغين أيضًا في مجلدات شملت سلسلتين من الكتابات المتفرقة مثل: أوراق غرينوود (1849، 1851)، قصائد (1850)، مأساة غابة (1856)، سجل خمس سنوات (1867)، حياة جديدة في أرض جديدة (1873)، فيكتوريا: ملكة إنجلترا. نشر الكتاب الأخير أنديرسون وألين في عام 1883 من نيويورك، وسامبسون ومارستون في لندن. اتصلت ليبينكوت بالعديد من المجلات الأمريكية لعملها محررة ومساهمة، كما اتصلت بالصحف اليومية والأسبوعية أيضًا. كتبت ليبينكوت أيضًا الكثير لصحف لندن، خاصة لصحيفة «حول كل السنة». عاشت في أوروبا لعدة سنوات، من أجل صحتها المتدهورة ولتعليم ابنتها. وعندما عادت إلى الولايات المتحدة عاشت في واشنطن ثم في نيويورك.

## السنوات الأولى والتعليم

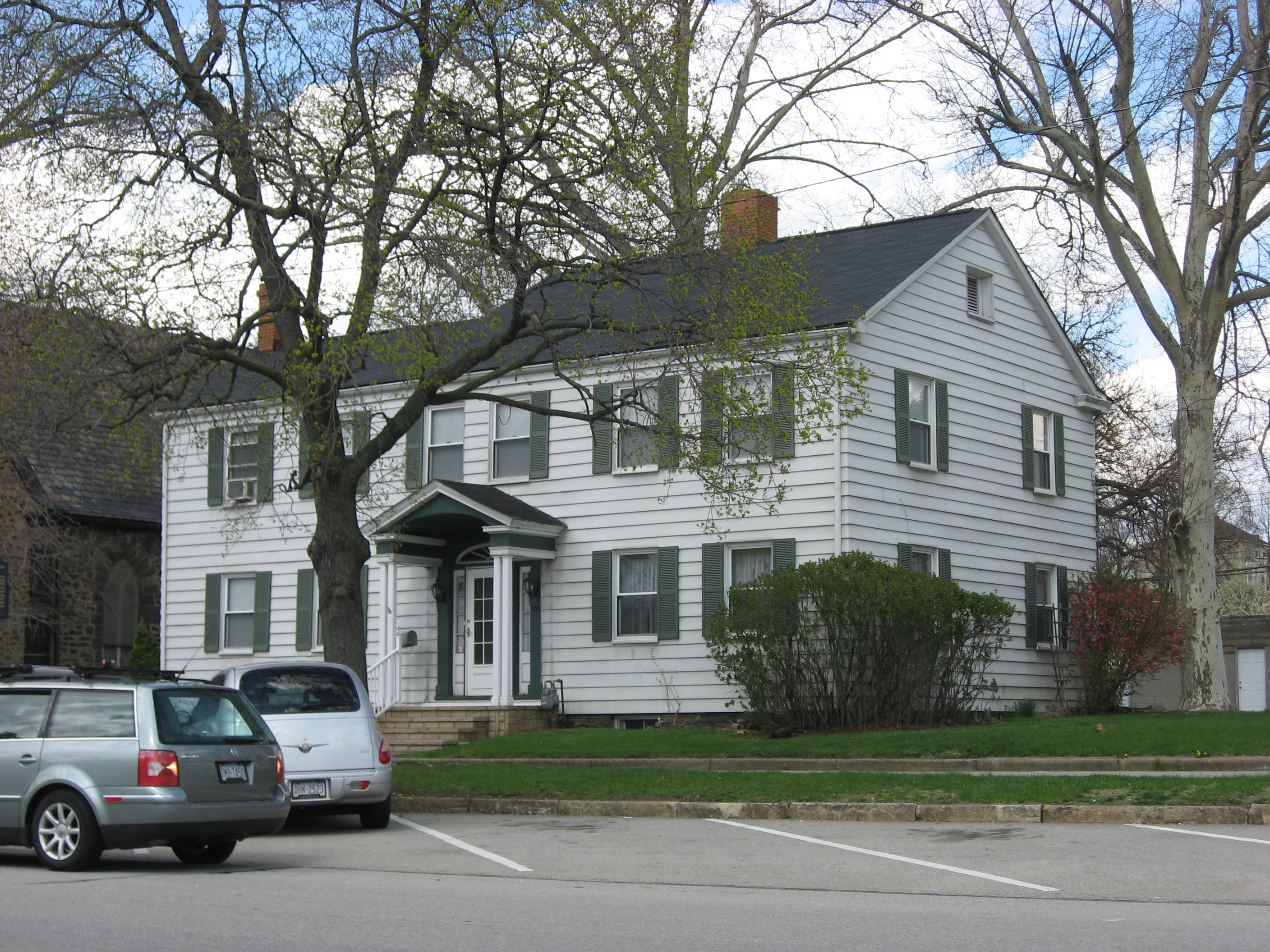
صورة التطقت عام في2011 لمنزل سارة جين ليبينكوت

ولدت سارة جين كلارك في 23 سبتمبر عام 1823، في بومبي، نيويورك، لوالديها ديبوراه بيكر كلارك (1791-1874) ود. ثاديوس كلارك (1770-1854)، حفيد رئيس برينستون جوناثان إدواردز. 
ركبت سارة حصانًا غير مسرج في سن العاشرة من عمرها بلا خوف. ذهبت للمدرسة في عمر الثانية عشر، في لاوشيستر في نيويورك، لتعيش مع أخيها الكبير. لم يكن هناك شيء مميز بشأن تعليمها. ولكنها درست الإيطالية والجبر والحساب والإنجليزية وتاريخ فرنسا، لكن الأدب كان متعتها، وظهر ذلك جليًّا في هواية الكتابة أثناء فترة الإجازة. وفرت لصحف روشيستر قطعًا «طازجة ولاذعة» في عمر السادسة عشر. انتقلت مع عائلتها في 1842 إلى نيو برايتون في بنسيلفانيا، حيث مارس والدها الطب، وهي المكان الذي اعتبرته وطنها لما تبقى من حياتها. حضرت هناك في معهد غرينوود، وهو أكاديمية للسيدات، وربما هو المكان الذي أخذت منه الاسم المستعار. تركت ليبينكوت المدرسة في التاسعة عشر من عمرها. 

## الحياة المهنية

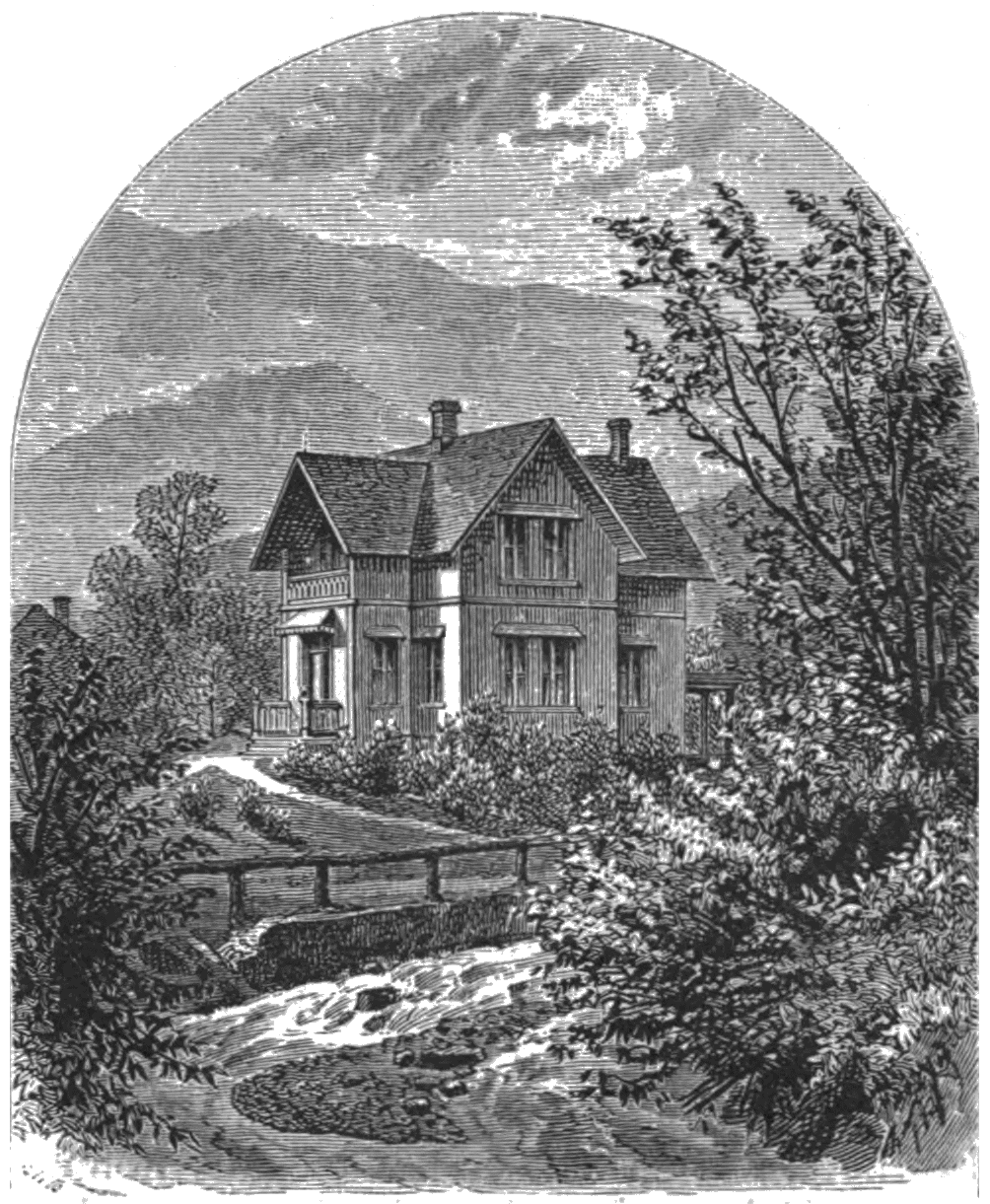
مسكن جريس غرينوود

### شاعرة، كاتبة، مراسلة
بدأت ليبينكوت الكتابة بعد عودتها للوطن بفترة وجيزة، في 1845 و1846، مستخدمة الاسم المستعار للكتابة غريس غرينوود. كانت الكتابات الأولى لها في شكل الشعر وقصص الأطفال، ونشرتها في صحف محلية. في عام 1844، جذبت اهتمامًا قوميًّا، في عمر 21 عامًا، بقصيدة منشورة في نيوريورك ميرور، تحت تحرير جورج بوب موريس وناثانيل باركر ويلز. كتبت بعد ذلك بفترة وجيزة لـ«هوم جورنال» وغيرها من مجلات الأدب في عصرها، باسمها الحقيقي واسمها المستعار. في عدد 14 فبراير 1846 من هوم جورنال، نُشرت قصيدة سارة ج. كلارك «جاذبية الزوجة» فوق قصة «واحدة بواحدة» لغريس غرينوود. في أكتوبر 1849، أدرجها كتاب سيدة غودي بصفتها محررة مساعدة وكانت محررة أيضًا لصحيفة دولار غودي. 
كانت نيو برايتون وطنها الصيفي لمدة ست سنوات. وكانت تعيش في فيلاديلفيا وفي واشنطن وفي نيويورك في الشتاء، وتكتب لـ«وايتر» أو لـ«ويلز وموريس» أو لـ«غودي». كانت ليبينكوت أول مراسلة من السيدات لواشنطن، لتبدأ عملها في هذا الخط برسائل إلى صحيفة فيلاديلفيا في عام 1850. جُمع العديد من رسائلها وأعيد نشرها تحت اسم أوراق غرينوود، وقام بالنشر تيكنور وفيلدس. استمرت لتعمل مراسلة لـ«ساترداي إيفننغ بوست». كانت صحفية جديرة بالاحترام وجادلت دائمًا من أجل حقوق النساء وأدوارهن في المجتمع. انضمت ليبينكوت إلى صحيفة «ناشونال إيرا» وهي صحيفة أسبوعية إبطالية، وكتبت النسخة الأصلية المسلسلة من «كوخ العم توم» لهاريت بيتشر ستوي، بالإضافة إلى كتابة العواميد الصحفية ورسائل السفر والمقالات. ساهمت رؤاها الإيطالية إلى إثارة الحراك على المستوى القومي. 
نال شعر ليبينكوت الكثير من الاهتمام النقدي. انطوت المجموعة الشعرية «قصائد 1851» على أشعار حماسية وإشارات إلى صداقتها الحميمية مع آنا فيليبس، في إشارة إلى موافقتها على الصداقة الحميمية بين فردين من نفس الجنس. نشرت في نفس السنة «تاريخ حيواناتي الأليفة». كتبت صوفيا هواثورن أن زوجها، الكاتب ناثانيل هواثورن، يعتبرها أفضل كاتبة للأطفال قابلها في حياته. 
قامت ليبينكوت بأول زيارة لها لأوروبا في 1853، في مهمة لنيويورك تايمز، لتكون أول امرأة تعمل مراسلة للتايمز. قضت ما يزيد عن سنة خارج البلاد، وقد أطلقت عليها «سنة ذهبية في حياتها». ساهمت كتاباتها عن سفرها في أدب عصرها. جُمعت المراسلات بعد عودتها مباشرة، ونُشرت تحت عنوان «حظوظ ومصائب رحلة إلى أوروبا». قامت بعدة رحلات بعد عودتها إلى كاليفورنيا، وكتبت أوصافًا حية عن الأرض هناك. في نهاية 1855، نشرت ميري إنجلترا، وهي أول سلسلة من الكتب عن الرحلات للخارج موجهة للأطفال. انتقد ناثانيل هواثورن رسائل السفر الخاصة بها، مسميًّا إياها «امرأة ملطخة بالحبر». لكن يبدو أن ليبينكوت كانت على وفاق مع عائلته، فقد كرست كتاب الأطفال «ذكريات من طفولتي وقصص أخرى» إلى أطفاله جواليان وآنا هاوثورن. 

### ناشرة
تزوجت سارة من ليندر ك. ليبينكوت في 17 أكتوبر عام 1853، في فيلاديلفيا، وهو مراسل للعديد من صحف نيويورك. بدأت سارة مع زوجها في هذا العام «ذا ليتل بيلغرم» وهي مجلة شهرية أمريكية للأطفال تهدف للتسلية، والتعليم، وصحة الأطفال. أنتجت بعد ذلك مقالات للمجلة، وكرست تلك المجالات لإيصال معلومات تاريخية وسير ذاتية. بدأت لويزا ماي ألكوت حياتها الكتابية بكتابة قصص للأطفال. جُمعت تلك القصص من فترة لأخرى، ونشرها تيكنور وفيلدس، وقاموا ببناء مكتبة يفوق عددها عشرات المجلدات، وتتميز بالطابع الخيالي الذي قامت فيه لويزا وسارة بإيصال المعلومات التاريخية للأطفال.

### ناشطة
حاضرت ليبينكوت قبل وأثناء الحرب الأهلية بصفتها محاضرة متميزة في العديد من المواضيع الأدبية، عن موقفها من الإبطالية وغيرها من القضايا الاجتماعية، مثل السجن واللجوء، وإبطال عقوبة الإعدام. حاضرت ليبينكوت أثناء الحرب للجنود والشئون الصحية. أشار إليها الرئيس أبراهام لينكون بـ«غريس غرينوود الوطنية». أصبحت حقوق المرأة مركز اهتمام أحاديثها، خاصة بعد الحرب. أعيد نشر كتاباتها من تلك الفترة في «سجل خمس سنوات 1867». بحلول سبعينات القرن التاسع عشر، كتبت ليبينكوت لنيويورك تايمز. ركزت مقالاتها على قضايا المرأة، مثل الدفاع عن فاني كيمبل وحقوقها في ارتداء السروال، وحقوق سوسن ب. أنتوني في التصويت وكل حقوق المرأة في الحصول على أجر متساوي للعمل المتساوي. 

### لندن وكابيتول هيل
لم يكن زواجها سعيدًا. استمرت ليبينكوت بالكتابة وإلقاء المحاضرات من أجل دعم نفسها وبنتها، بعد مغادرة زوجها إلى الولايات المتحدة في عام 1876 للهروب من الاضطهاد من اختلاس تمويل الحكومة.
كانت ليبينكوت تعيش في لندن بحلول عام 1879، إذ انتقلت من أوروبا مع ابنتها. قامت ليبينكوت بكل العمل المطلوب منها قبل ذلك بعشر سنوات وفازت بأرفع الجوائز في الصحافة، خاصة من أجل المقالات التي ساهمت بها من واشنطن إلى نيويورك تريبيون ونيويورك تايمز، حول الأسئلة الوطنية والسياسية، التي عالجتها بطريقة وطنية، وأظهرت معرفة غير معتادة بالتاريخ السياسي وبنية ومبادئ وفنيات الأحزاب المتعارضة للولايات المتحدة. ساهمت أيضًا مع نيويورك تايمز، ومع صحيفة مرموقة في كاليفورنيا، وسلاسل من الرسائل من أوروبا، خاصة من لندن. عملت مع لندن جورنال، وكتبت سيرة ذاتية بعنوان «الملكة فيكتوريا: البنت والسيدة 1883». عادت إلى الولايات المتحدة واستمرت بالعمل في 1887. 
عاشت في كابيتول هيل في عام 1895 مع ابنتها، وكتبت «ذكريات واشنطن». ولكن صحتها كانت أفضل خارج البلاد برغم جودة كابيتول هيل لها. 

## الوفاة والإرث
عاشت ليبينكوت مع ابنتها في نيو روتشيل، نيويورك، حيث ماتت بمرض التهاب الشعب الهوائية في 20 إبريل عام 1904. دُفنت ليبينكوت في قسم الحرب الأهلية في مقابر غروف في نيو برايتون. كُتب لها نعي في الصفحة الأولى لنيويرك تايمز، «إثباتًا لأهميتها في الأدب في القرن التاسع عشر».

## الأسلوب والمراحل
كان أسلوب ليبينكوت مبتكرًا، وتميز بكونه «لامعًا وماهرًا وحافلًا بالصور، تبدو الكلمات كأنها مربوطة ببعضها، فضلًا عن كونها تتدفق من قلمها». تُظهر كتاباتها أسلوبًا ساحرًا يبدو جليًّا في أفضل الكتابات الأمريكية في منتصف القرن التاسع عشر. اللغة مسهبة، ولكنها غير متكلفة، والأسلوب حافل الصور دون أي مجهود ليبدو كذلك. ألهمت ليبينكوت العديد من الكتاب، بصفتها كاتبة رسائل، بأسلوبها القوي والنكهة الحارة. 
يظهر في كتابات ليبينكوت أن هناك ثلاث مراحل من التطور في حياتها الأدبية. استمرت الأولى من أيام الدراسة حتى الزواج، أي من من أوراق غرينوود حتى رسائل من أوروبا. ثم تلى ذلك عقد كتبت فيه قصصًا للأطفال بصورة رئيسة. وخلال الحرب الأهلية والتي تكون المرحلة الثالثة، تلك السنوات «التي مرت على إيقاع الطبول»، ونضال وسط العمر. 